# Nike Missile Site HM-69
El Nike Missile Site HM-69  es un sitio histórico ubicado en Homestead, Florida. El Nike Missile Site HM-69 se encuentra inscrito  en el Registro Nacional de Lugares Históricos desde el 27 de julio de 2004.  

## Ubicación
El Nike Missile Site HM-69 se encuentra dentro del condado de Miami-Dade en las coordenadas 25°22′11″N 80°41′05″O / 25.369722, -80.684722.